# 러시아 사이언스 서울
러시아 사이언스 서울(Russia Science Seoul, RSS)는 첨단 영상 의료 기술과 레이저, 우주 항공 전기 전자분야에서 세계 최고의 원천, 기초 기술을 보유하고 있는 러시아 국립광학연구소(SOI : S.I.Bavilov State Optical Institute), 이오페 물리기술연구소(IPTI : Ioffe Physical Technical Institute), 상트 페테르부르그 국립대학교(SPSU : Saint Petersburg State University), 모스크바 국립대학교(MSU : Moscow State University) 및 상트 페테르부르그 국립의과대학교(SPSMU : Saint Petersburg State Medical University) 등 러시아의 유수 연구소 및 대학들과 전기전자 제어기술 및 상용화 시스템 제작에 있어 탁월한 기술을 보유한 한국전기연구원의 협력을 통해 설립되었다.

## 연혁
- 1997.11 : 한러광학기술협력센터 설립
- 2005.06 : SOI-KOREA 센터 사업 시작(과기부 해외우수연구소 유치사업)
- 2005.11 : SOI-KOREA 센터 개소식
- 2010.06 : SOI-KOREA 센터 사업 종료
- 2010.05 : Russia Science Seoul 사업 MOU 체결

-서울시, KERI, SOI, IPTI, SPSU, SPSMU, MSU
- 2010.06 : Russia Science Seoul 사업 General Agreement 체결

-KERI, SOI, IPTI, SPSMU
- 2010.10 : Russia Science Seoul 사업 시작
- 2010.11 : Russia Science Seoul 사업 General Agreement 체결

-KERI, SPSU
- 2011.02 : Russia Science Seoul 사업 General Agreement cpruf

-KERI, MSU
- 2011.02 : Russia Science Seoul 개소식

## 주요 연구 핵심 분야 및 운영방향

### 연구분야
- Bio-Optics
- Nano-Optics

### 운영방향
- 첨단연구 : 기업 친화형 연구 ▶ 미래 지향형 연구
- 상용화연구 : 러시아 원천기술 + 국내 응용기술 ▶ 고부가가치 제품 개발
- 교육훈련 ▶ 고급광학기술인력 양성, 기술 확산
- 한러 광학 전문가들의 인적 교류 및 협력